# Scleromastax viridipes
Scleromastax viridipes är en insektsart som beskrevs av Marius Descamps 1971. Scleromastax viridipes ingår i släktet Scleromastax och familjen Euschmidtiidae. Inga underarter finns listade i Catalogue of Life.